# Servitude d'utilité publique
Les servitudes d'utilité publique (SUP) sont en France des servitudes administratives qui doivent être annexées au plan local d'urbanisme ou à la carte communale conformément aux articles L. 151-43 et L. 161-1 du Code de l'urbanisme français.
D'autres types de servitude, dont des servitudes de protection, existent dans le droit d'autres pays.

## En France

### Catégories de servitudes
Ces servitudes se répartissent en quatre catégories :
- Servitudes de conservation du patrimoine :
  - Patrimoine naturel
  - Patrimoine culturel (monuments historiques, monuments naturels et sites)
  - Patrimoine sportif
- Servitudes relatives à l'utilisation de certaines ressources et équipements :
  - Énergie
  - Mines et carrières
  - Canalisations
  - Communications
  - Télécommunications
- Servitudes relatives à la défense nationale
- Servitudes liées à la salubrité et à la sécurité publique
  - Salubrité publique
  - Sécurité publique (surfaces submersibles, plans de prévention des risques, protection autour des mines et carrières)

La liste exhaustive des servitudes d'utilité publique affectant l'utilisation du sol est fixée en annexe du livre 1er du Code de l'urbanisme.
On trouve une liste des codes et libellés de la nomenclature sur geoinformations par exemple 
Servitude de survol au profit des téléphériques T2
D'une manière générale, elles sont motivées par des motifs d'utilité publique (servitude de passage de ligne électrique, servitude de dégagement aéronautique). Elles établissent, à l'initiative de l'administration, pour cause d'utilité publique, des limites au droit de propriété et d'usage du sol. Elles sont instituées en vertu des réglementations qui leur sont propres.
Cependant, il faut noter que toutes les servitudes administratives ne sont pas concernées. Il s'agit principalement des suivantes :
- des servitudes d'urbanisme
- des servitudes liées aux travaux publics (qui sont souvent temporaires)
- des servitudes de protection de la santé publique.

Elles se distinguent en outre des servitudes privées du Code civil français, lesquelles sont une charge attachée à un héritage pour le service et le bénéfice d'un héritage appartenant à un autre propriétaire. Ces deux types de servitudes sont toutefois similaires quant à leurs effets : l'une comme l'autre affectent le droit d'usage d'un bien.
Pour mémoire, on notera l'existence de la servitude de cour commune qui se situe au confluent du droit de l'urbanisme (car motivée par des raisons d'urbanisme) et du droit civil (car c'est une servitude d'utilité privée).